# Hugo Duminil-Copin
Hugo Duminil-Copin (ur. 26 sierpnia 1985) – francuski matematyk, laureat Medalu Fieldsa z 2022 roku. Zajmuje się rachunkiem prawdopodobieństwa i mechaniką statystyczną.

## Życiorys
Stopień doktora uzyskał w 2011 na Uniwersytecie Genewskim, promotorem doktoratu był Stanisław Smirnow. Od 2014 jest profesorem na Uniwersytecie Genewskim, a od 2016 także w Institut des hautes études scientifiques (IHÉS).
Swoje prace publikował m.in. w najbardziej prestiżowych czasopismach matematycznych świata: „Annals of Mathematics” i „Inventiones Mathematicae". Jest redaktorem „Duke Mathematical Journal”, „Inventiones Mathematicae" i „Publications mathématiques de l'IHÉS”.
W 2018 roku wygłosił wykład sekcyjny na Międzynarodowym Kongresie Matematyków w Rio de Janeiro. Był też jednym z głównych prelegentów m.in. w 2019 na Dynamics, Equations and Applications (DEA 2019) i w 2021 na International Congress on Mathematical Physics.
Wielokrotnie nagradzany, otrzymał m.in. Nagrodę EMS w 2016, New Horizons in Mathematics Prize w 2017 i Medal Fieldsa w 2022. W 2017 zdobył prestiżowy ERC Starting Grant. Od 2019 jest członkiem Academia Europaea.